# وال-ده-بووا، کبک
وال-ده-بووا (به فرانسوی: Val-des-Bois) شهری در منطقه شهری پاپینو ناحیه اوتاوه در استان کبک کانادا است. در سرشماری سال ۲۰۱۱ این شهر ۸۰۶ نفر جمعیت داشته‌است و مساحت آن ۲۲۴٫۳۴ کیلومتر مربع است.